# Натријум-јонска батерија
Натријум-јонска батерија (Na-ion) је врста електричне батерије која има енергетске карактеристике скоро идентичне литијум-јонској батерији, али је цена материјала који се у њој користи је много нижа (натријум је око 50 пута јефтинији од литијума). Велика предност натријум-јонских батерија је безопасност пражњења до нуле, што чини њихов транспорт и складиштење безбеднијим.

## Историја
Развој натријум-јонских батерија почео је 1970-их, али су литијум-јонске батерије изгледале више обећавајуће произвођачима.
Развој овог типа батерија је трајао необично дуго, од 1990-их, а серијска производња је почела тек почетком 2015. године (Акуион Енерги је избацила прву На-Јон батерију у формату батерије 18650). Наставак истраживања швајцарских научника омогућио је да се у 2017. години добије знатно већа стабилност капацитета у погледу броја циклуса пуњења-пражњења.
Тешкоћа замене литијума јефтинијим натријумом настала је због разлике у величини катјона натријума Na+ и литијум Li+ – већи пречник првог отежавао је стварање сепаратора.
У новембру 2017. године, француска компанија Електрохемицал Енерги Стораге (RS2E) најавила је нову и побољшану батерију 18650 напона 3,5 в, специфичног капацитета 90 Вх/кг, број циклуса пуњења-пражњења већи од 2000 без значајног губитак капацитета, што одговара приближно 10 година рада.
Кинеска компанија Контемпорари Амперек Технолоџи (ЦАТЛ) први пут је представила натријум-јонску батерију за глобалну аутомобилску индустрију (апликације за електрична возила) у јулу 2021. године.
25. августа, 2013. године Министарство индустрије и информационих технологија (МИИТ) САД објавило стратегију која подржава даљи развој индустрије натријум батерија. Циљ је убрзати напредак индустрије натријум-јонских батерија, олакшати брзу имплементацију иновативних открића и промовисати развој производа високих перформанси за производњу великих размера. Овај стратешки потез укључује убрзање имплементације натријум јонских батерија изузетних перформанси у секторима као што су нове енергетске електране и базне станице за комуникацију возила.
Нинџ Тајмсс (ЦАТЛ) је 29. јула 2023. на конференцији за новинаре представио прву генерацију натријум батерије са бројним предностима. То укључује високу густину енергије, могућности брзог пуњења, одличну термичку стабилност, поуздане перформансе на ниским температурама, високу ефикасност интеграције и могућност постизања 15% перформанси након само 80 минута пуњења на собној температури.
Чак и при температурама смрзавања од око минус 20°Ц, батерија одржава капацитет пражњења од преко 90%, што га чини увјерљивим избором за хладне регије с различитим захтјевима за перформансе.
Иако ЦАТЛ није била прва компанија која је најавила масовну производњу натријумских батерија, објавила је свој успех 29. јула. С друге стране, Шандонг Зхангу је 23. августа најавио да би се натријум-јонске батерије могле производити под прилагођеним условима, са производном линијом литијум/натријум батерија спремном за масовну производњу.
Пенгхуи Енерџи је 25. августа представио свој недавни напредак у развоју узводног и низводног индустријског ланца, као и своје истраживачке и развојне напоре са фокусом на натријум-јонске батерије.
Неколико компанија повезаних са залихама концепта натријум батерија активно доприноси даљем развоју ове технологије. Значајни су Зејианг Фармацеутицал, који се фокусира на натријум-јонске батерије за Емма Тецхнологy; Xинwангда, носилац бројних патената који се односе на методе допуњавања натријума, натријум јонске батерије и њихове производне процесе; и Шенгyанг Шарес, који заједно раде на развоју еколошки прихватљиве, високо рециклиране натријум јонске батерије са академским радним станицама и другим јединицама и успешно су завршиле експерименталну фазу.

## Карактеристике
Натријум-јонска батерија производи напон од 3,6 в, има капацитет од најмање 115 А*х/кг након 50 циклуса и израчунати укупни капацитет (катода) од 400 Вх/кг. Трајање батерије ограничило је могућност комерцијалне употребе, али је након 2015. године било могуће значајно повећати број радних циклуса коришћењем вишеслојне оксидне катоде.